# A. Le Coq Arena
La A. Le Coq Arena, nota in precedenza come Lilleküla Stadium, è uno stadio di calcio situato a Tallinn, città capitale dell'Estonia.

## Storia
È lo stadio che ospita le partite casalinghe del Flora Tallinn, uno dei principali club del paese, e della Nazionale estone. Ha una capacità di 14 405 posti. Il nome dell'impianto deriva dallo sponsor, la marca di birra estone A. Le Coq. Il 15 luglio 2012 ha ospitato la finale dell'Europeo Under-19. Il 15 agosto 2018 ha ospitato anche la finale della Supercoppa UEFA, vinta ai supplementari dall'Atlético Madrid.